# 蒲生 (大阪市)
蒲生（がもう）は、大阪府大阪市城東区にある町名。現行行政地名は蒲生一丁目から蒲生四丁目。

## 地理
城東区の西部に位置し、南に新喜多 、北の西側に野江、東側に中央、東に今福西、西に都島区東野田町と接している。

## 世帯数と人口
2019年（平成31年）3月31日現在の世帯数と人口は以下の通りである。
| 丁目       | 世帯数    | 人口    |
| ---------- | --------- | ------- |
| 蒲生一丁目 | 684世帯   | 995人   |
| 蒲生二丁目 | 999世帯   | 1,478人 |
| 蒲生三丁目 | 736世帯   | 1,261人 |
| 蒲生四丁目 | 855世帯   | 1,572人 |
| 計         | 3,274世帯 | 5,306人 |

### 人口の変遷
国勢調査による人口の推移。
| 1995年（平成7年）  | 5,566人 | [ 5 ] |  |
| 2000年（平成12年） | 5,344人 | [ 6 ] |  |
| 2005年（平成17年） | 4,832人 | [ 7 ] |  |
| 2010年（平成22年） | 4,894人 | [ 8 ] |  |
| 2015年（平成27年） | 4,973人 | [ 9 ] |  |

### 世帯数の変遷
国勢調査による世帯数の推移。
| 1995年（平成7年）  | 2,586世帯 | [ 5 ] |  |
| 2000年（平成12年） | 2,630世帯 | [ 6 ] |  |
| 2005年（平成17年） | 2,414世帯 | [ 7 ] |  |
| 2010年（平成22年） | 2,594世帯 | [ 8 ] |  |
| 2015年（平成27年） | 2,630世帯 | [ 9 ] |  |

## 学区
市立小・中学校に通う場合、学区は以下の通りとなる。なお、小学校・中学校入学時に学校選択制度を導入しており、通学区域以外に城東区の小学校・中学校から選択することも可能。
| 丁目       | 番   | 小学校             | 中学校             |
| ---------- | ---- | ------------------ | ------------------ |
| 蒲生一丁目 | 全域 | 大阪市立聖賢小学校 | 大阪市立蒲生中学校 |
| 蒲生二丁目 | 全域 | 大阪市立聖賢小学校 | 大阪市立蒲生中学校 |
| 蒲生三丁目 | 全域 | 大阪市立聖賢小学校 | 大阪市立蒲生中学校 |
| 蒲生四丁目 | 全域 | 大阪市立聖賢小学校 | 大阪市立蒲生中学校 |

## 事業所
2016年（平成28年）現在の経済センサス調査による事業所数と従業員数は以下の通りである。
| 丁目       | 事業所数  | 従業員数 |
| ---------- | --------- | -------- |
| 蒲生一丁目 | 69事業所  | 567人    |
| 蒲生二丁目 | 54事業所  | 603人    |
| 蒲生三丁目 | 51事業所  | 335人    |
| 蒲生四丁目 | 63事業所  | 524人    |
| 計         | 237事業所 | 2,029人  |

## 交通
- 国道1号
- 今里筋

## 施設
- 三井住友銀行 城東支店
- 大阪協栄信用組合 城東支店
- エディオン 京橋店
- マックスバリュ 京橋店
- ライフ 京橋店
- 若宮八幡大神宮

## その他

### 日本郵便
- 〒536-0016[3]（集配局：大阪城東郵便局[13]）